# Ioan Jianu
Ioan Jianu (1880, Pitești – m. 1972, București) a fost un medic român. A absolvit Medicina la București, ca discipol al lui Gheorghe Marinescu. Profesor la Facultatea de Medicină din București. A înființat la Spitalul Colentina Laboratorul de Chirurgie și Institutul Clinic-Chirurgical din București unde a fost apoi director (1928-1948). În 1926 a înființat Ateneul pentru propagandă sanitară, care a devenit în 1934 sediul organizației pe care a inițiat-o pentru colaborarea între țările balcanice: Federația de Chirurgie Amicii Înțelegeri a Țărilor Limitrofe. În același an a reluat colaborarea între medicii români și cei din Uniunea Sovietică. În 1929 a fost membru fondator al Societății Internaționale de Chirurgie Ortopedică și Traumatogie, ca și inițiator al Asociației Medicale Balcanice. A organizat specializări pentru studenții mediciniști în Polonia,Cehia, Germania. În 1949 a înființat Clinica de Chirurgie a Spitalului Colentina.Contribuții în chirurgia vasculară, autoplastie, heterogrefe. Este considerat un precursor al chirurigiei plastice românești: rinoplastie, palatoplastie, uretroplastie, esofagoplastiecu lambon cutanat. Spitalul Militar din Pitești îi poartă numele.

## Distincții
- Semnul Onorific „Răsplata Muncii pentru 25 ani în Serviciul Statului” (13 octombrie 1941)[1]
- titlul de „Medic Emerit al Republicii Populare Romîne” (5 august 1954) „pentru merite excepționale și realizări deosebite în domeniul ocrotirii sănătății oamenilor muncii”[2]